# Half-Life
|  | Aquest article tracta sobre el primer joc de Half-Life. Vegeu-ne altres significats a «Half-Life 2». |

Half-Life (estilitzat com HλLF-LIFE) és un videojoc d'acció en primera persona (FPS) de ciència-ficció desenvolupat per Valve Corporation. Va ser el debut de la companyia i el primer de la sèrie Half-Life. A Half-Life el jugador adopta el paper del Dr. Gordon Freeman, un físic teòric que ha d'obrir-se camí per unes instal·lacions científiques secretes que han patit un greu accident relacionat amb els experiments i la recerca sobre la tecnologia de la teleportació.
La firma Valve, creada per Mike Harrington i Gabe Newell, antics empleats de Microsoft, va tenir dificultats a l'hora de trobar un editor per al joc, ja que molts creien que era un projecte massa ambiciós. Finalment, Sierra On-Line, després de llargues negociacions, va adoptar el joc interessat per un joc d'acció en 3D.  Es va presentar al públic a l'Electronic Entertainment Expo de l'any 1997. Les primeres crítiques del jugadors que van podar provar el prototip no van ser gaire entusiastes. El motor del joc dissenyat per a Windows, l'anomenat GoldSrc, era una versió notablement modificada del motor de videojoc Quake, d'id Software.
En el moment de ser publicat, el joc va ser aclamat mundialment, amb crítiques que n'alabaven la narrativa constant, la presentació i la jugabilitat, i va guanyar més de 50 premis al joc de l'any per a PC. Tenia una jugabilitat que va inspirar jocs d'acció en primera persona durant molts anys i és considerat com un dels millors videojocs de tots els temps.
IGN va classificar Half-Life considera que «Quan et fixes en la història de l'acció en primera persona, hi ha un punt d'inflexió molt clar entre les èpoques abans de i després de Half-Life» Half-Life ha venut 9,3 milions de còpies el desembre de 2008. Aquest joc va ser seguit el 2004 per Half-Life 2, que també va ser aclamat per la crítica arreu del món. Les dues parts van arribar als 15,8 milions de vendes a la fi de 2008. El març de 2020 va sortir la seqüel Half-Life: Alyx. El 2025 van començar a circular rumors sobre el llançament «imminent» d'una nova edició Half-Life 3.

## Argument

### Escenari
La majoria del joc transcorre en una àrea desèrtica de New Mexico a Black Mesa Research Facilty, un centre de recerca que estudia fenòmens relacionats amb la física, més concretament amb la teleportació. El jugador controla el Dr. Gordon Freeman, un físic teòric recentment graduat al Massachusetts Institute of Technology (MIT) que ha sobreviscut a un experiment que ha sortit molt malament, quan una «cascada de ressonàncies» (un fenomen fictici) obre portals dimensionals, i devasta les instal·lacions. Llavors, uns alienígenes d'una altra dimensió anomenada Xen entren a les instal·lacions a través d'aquestes escletxes dimensionals. L'esdeveniment conegut com el «incident de Black Mesa».
A mesura que Freeman intenta obrir-se pas entre les instal·lacions derruïdes, aviat descobrirà que està atrapat entre dos bàndols: els alienígenes hostils i Hazardos Environment Combat Unit, una unitat especial del Cos de Marines dels Estats Units enviada per eliminar qualsevol supervivent del personal de Black Mesa i silenciar el desastre. Durant tot el joc, una misteriosa figura anomenada G-Man que sembla una agent del govern interessat en Gordon, observa el jugador. En la versió en anglès te la veu de Michael Shapiro.

Freeman comptarà amb l'ajuda dels científics i els guàrdies de seguretat supervivents per arribar fins al misteriós «Complex Lambda» de Black Mesa (representat amb la lletra «λ» de l'alfabet grec) on un grup de supervivents el teleporten a un planeta anomenat Xen perquè mati a Nihilanth, la criatura que manté els portals dimensionals oberts.

### Argument
El joc comença amb Gordon Freeman viatjant en tren com si fos un dia qualsevol, durant el trajecte podem observar les instal·lacions, el personal i altres coses interessants, com per exemple un home que ens observa des d'un altre tren. Quan acabem el trajecte, un guàrdia de seguretat ens obre la porta i ens condueix fins a l'entrada. Quan som allà, en Gordon s'assabenta que els sistemes informàtics estan fallant i que s'ha de posar el vestit de protecció HEV (Hazardous Environment) abans d'anar a la cambra de proves on un científic l'assistirà en un experiment. En Freeman arriba al laboratori de materials anòmals on ha d'empènyer un «espècimen» fins a un escàner per a analitzar-lo. Després d'això, involuntàriament es produeix una catàstrofe en l'espaitemps anomenada «cascada de ressonàncies», obrint un portal entre la Terra i un estrany món anomenat Xen.
A partir d'aquí Gordon avança entre les ruïnes del laboratori de materials anòmals, ensopegant amb les restes, plenes dels cossos del personal de Black Mesa. Després de descobrir que existeixen supervivents, en Freeman s'assabenta que l'única forma de comunicar-se amb l'exterior és a fora, per tant decideix arribar a la superfície per demanar ajuda, intentant sobreviure dels aliens hostils que no paren pas de teleportar-se des de Xen. Els supervivents, incloent l'Eli Vance, al principi diuen que un equip de rescat arribarà en breu, després descobreixen que l'Unitat de Combat d'Ambients Perillosos (en anglès Hazardous Environment Combat Unit), que pren el control de Black Mesa, mata alhora aliens i empleats de Black Mesa. Gordon combat els soldats abans d'arribar finalment a la superfície de Black Mesa, on s'assabenta que l'Equip Lambda potser té la manera de resoldre el problema de la cascada de ressonàncies. Llavors, Gordon ha d'arribar al Complex Lambda a l'altra banda de les instal·lacions per assistir-los.
Aleshores, el jugador haurà de fer front a diverses tasques, com ara una criatura Tentacle gegant, anar per totes les instal·lacions amb un sistema de ferrocarril per arribar fins a un coet amb un satèl·lit que ha de ser llançat per anul·lar la cascada de ressonàncies. Ha de combatre un grup de misteriosos Black Ops, abans de ser capturat pels marines i tirat en una compactadora d'escombraries. A Half-life: Blue Shift, el protagonista, Barney Calhoun, veia en Gordon com era segrestat pels marines. Gordon s'escapa sense ser esclafat i continua el seu camí cap a una vella i secreta part de les instal·lacions on descobreix una extensa col·lecció d'espècimens recol·lectats de Xen abans de la cascada de ressonàncies.
Gordon torna a la superfície, que s'ha convertit en camp de batalla. Els Vortigaunts, juntament amb els Alien Grunts i un monstre gegant anomenat Gargantua han començat a lluitar amb els Marines, que estan a punt de perdre. Avisen els reforços, però no són suficients com per canviar la situació. Finalment, Freeman arriba relativament sa i estalvi un altre cop, dins les instal·lacions, sota terra.
Els Marines comencen a evacuar i comencen els atacs aeris. En un punt, el jugador, ha d'utilitzar equipament militar per convocar un atac aeri per tornar a entrar a la base. En Gordon recorre els canals d'aigua subterranis per evitar exèrcits de soldats aliens. Finalment, Gordon arriba al Complex Lambda, on descobreix que és el lloc on uns quants científics desenvolupen la tecnologia de teleportació, que els permetrà viatjar a Xen. Gordon va fins a un grup de persones supervivents, i descobreix que el satèl·lit que havia llançat ha fallat a l'hora d'anul·lar els efectes de la cascada de ressonàncies a causa del fet que un poder immens vingut de l'altra banda era a punt de sorgir. En Gordon ha d'exterminar aquest poder per prevenir que els aliens de Xen destrueixin definitivament Black Mesa. Els científics activen el teletransportador i Gordon és enviat a Xen.
A l'estrany món fronterer, Gordon es troba moltes de les espècies alienígenes que havia vist a Black Mesa. El jugador comença en un dels combats contra un enemic final, Gonarch, un headcrab gegant amb una bossa on guarden les cries. Després de lluitar contra un munt d'aliens, Gordon arriba en una fàbrica àlien gegant, on els treballadors són els Alien Grunt. Llavors lluita contra unes estranyes criatures anomenades Alien Controller; troba un portal i hi entra.
En una immensa cova, Gordon finalment pot enfrontar-se amb Nihilanth, la criatura que estava conservant l'escletxa dimensional i el derrota. Quan la criatura mor, explota en una ona expansiva verda gegant que deixa a Gordon inconscient. Després, quan es desperta, Gordon no pot moure's i es troba cara a cara amb G-man. Ambdós són transportats a diversos llocs de Xen, mentre G-Man elogia les accions de Gordon al món fronterer. G-Man li explica que els seus «empleats», creuen que Gordon té un potencial limitat i que l'han autoritzat per oferir-li feina. La teleportació final porta al jugador fins al tren del principi del joc, el qual està volant per l'espai. Si el jugador refusa l'oferiment, G-Man el teleporta davant d'un nombre considerable d'aliens enemics, dient «Bé, sembla que no treballarem junts. Sense manies, senyor Freeman.» I la pantalla s'ennegreix. Si el jugador l'accepta, entrant al portal, es troba a ell mateix flotant en el no-res i sent la veu de G-Man per última vegada: «Sàvia decisió, senyor Freeman, ens veurem més endavant».

## Jugabilitat
Half-Life, un videojoc d'acció en primera persona, requereix que el jugador fa tasques de combat i resolgui puzles per avançar durant el joc. Half-Life utilitza seqüències preparades, les quals van des de petits fets, com un àlien tirant una porta a terra, fins a punts de l'argument més importants. Mentre que molts videojocs d'acció en primera persona contemporanis utilitzen escenes cinemàtiques per detallar l'argument, la història de Half-Life avança totalment mitjançant escenes preparades. A part d'això, el jugador mai no perd l'habilitat de controlar en Gordon, que mai no parla i no és vist durant el joc, el jugador «veu» a través dels seus ulls durant tot el joc. Half-Life no té «nivells»; està dividit amb capítols dels quals apareix el títol a la pantalla. El progrés al llarg del joc és continu, només està intervingut per petits talls per carregar.
El joc inclou regularment trencaclosques o situacions en les quals el jugador ha de trobar la sortida d'un lloc o la solució per superar una dificultat, com ara navegar per un laberint de cintes transportadores. Molts trencaclosques impliquen utilitzar l'ambient per matar un enemic. Ocasionalment, molts monstres defineixen el capítol, i el jugador ha d'utilitzar el terreny per derrotar-los. Més endavant, el jugador rep un «mòdul de salt llarg» per al seu vestit de protecció, el qual permet al jugador augmentar la distància i la velocitat dels salts. Això és utilitzat en els trencaclosques de salts estil plataforma al tram final del joc.
Gairebé sempre el jugador lluita sol, però en alguna ocasió l'ajuden personatges no jugadors, específicament guàrdies de seguretat i científics que lluiten al costat del jugador, l'ajuden a arribar a noves àrees i revelen informació referida a l'argument.
Es pot trobar un gran nombre d'enemics al llarg del joc incloent formes de vida alienígenes com headcrabs, bullsquids, zombies headcrabs i vortigaunts. El jugador també s'enfronta amb enemics humans, els marines de HECU i els assassins black ops.
Half-Life té un gran nombre d'armes que el jugador pot utilitzar. La més icònica és la palanca que pot ser utilitzada com a arma blanca i també per a apartar obstacles o trencar objectes com caixes, portes o reixes de ventilació. El joc també inclou armes convencionals com la pistola Glock 17 (amb el pack HD activat, té l'aparença d'una Beretta), l'escopeta SPAS-12, el subfusell MP5 amb llançagranades, un màgnum .357, un llançamíssils, així com armes més inusuals, des d'una ballesta fins a armes provinents de Xen i armes dissenyades genèticament, com un fusell orgànic que recupera la munició i uns paràsits carnívors anomenats «Snarks». Hi ha dues armes experimentals, el canó tau (també anomenada pistola Gauss) i el fusell Gluon,fabricades per científics de les instal·lacions i el jugador les adquireix a la part final del joc.

## Història
El títol original per Half-Life va ser Quiver, després Arrowhead, una base militar de la novel·la de Stephen King The Mist, que va servir com a primera inspiració per al joc. Gabe Newell va explicar que van triar el nom de Half-Life perquè era evocador del tema, i tenia un corresponent símbol visual, la lletra grega λ (lambda). Segons un dels dissenyadors, Harry Teasley, Doom tenia una gran influència en l'equip que treballava en Half-Life. Aleshores, segons Teasley, volien que Half-Life «t'espantés com ho va fer Doom».
Half-Life es va presentar a principi de 1997, a l'Electronic Entertainment Expo, on van demostrar el sistema d'animació i la intel·ligència artificial. Valve Software va contractar l'autor de ciència-ficció Marc Laidlaw l'agost de 1997 per treballar en els personatges del joc i dissenyar nivells. El llançament, previst per finals del 1997va ser ajornat quan Valve va decidir que el joc una revisió important era menester.
En un Making Of… del 2003 publicat a la revista Edge, Newell parla sobre la dificultat que va tenir l'equip amb el disseny de nivells. A l'Electronic Entertainment Expo de 1998 li van concedir el Game Critic Awards al «Millor joc de PC» i al «Millor joc d'acció». La data de publicació va ser ajornada moltes vegades fins finalment va eixir el novembre de 1998.

### Nom
Els títols de Half-Life i les expansions venen de termes científics. Half-Life és una referència a la semivida d'una quantitat (un material radioactiu, per exemple), el període que aquesta quantitat necessita per descompondre's en la meitat de la seva massa inicial. La lletra grega lambda, que es pot trobar fàcilment a la capsa del joc i a alguns punts de l'argument, representa la disminució exponencial, així com el complex Lambda, que apareix al joc. Opposing Force, encara és una referència a la tercera llei del moviment de Newton, mentre que Blue Shift es refereix al corriment al blau de la freqüència de radiació causada per l'efecte Doppler o la relativitat especial, en una referència paral·lela semblant al torn de feina que agafa el personatge principal, tal com explica el manual que inclou la versió física del joc. A Half-Life: Decay, el títol torna a fer referència a l'equació de semivida on el símbol lambda és la constant de desintegració. També s'ha dit que es va triar el símbol lambda perquè d'alguna manera recorda una imatge molt simple d'algú que aguanta una palanca, que és la primera arma que Gordon Freeman aconsegueix i també és l'arma per la qual la sèrie de Half-Life és famosa.

### Plataformes
Half-Life va ser publicat per PlayStation 2 a càrrec de Gearbox el 2001. Aquesta versió va tenir un canvi important en terme de model de personatges, armes, nivells més avançats i extensos i més geometria general en els mapes. També s'hi va afegir un mode head-to-head
 i una expansió anomenada Half-Life: Decay que permet als jugadors controlar dues científiques, la Dra. Cross i la Dra. Green a Black Mesa. Una altra característica important és que permet als jugadors utilitzar un ratolí i un teclat USB, una característica que mai s'havia provat a la consola. Les versions de Sega Dreamcast i Apple Macintosh van ser anunciades. Una OSX versió va eixir finalment el 2013. El 2024 va aturar el suport per versions per a OSX.
L'edició de Dreamcast finalment va ser llançada per Internet. Gearbox Software era interessat en una versió per Sega Dreamcast sota un contracte de Valve i el seu editor aleshores, Sierra On-Line a final del 2000. A l'European Computer Trade Show de l'any 2000, un fragment del joc era jugable a la parada de l'editor, i els desenvolupadors Randy Pitchford i Brian Martel hi eren per ressaltar-lo i participar en entrevistes de la premsa. La versió Dreamcast renovava els gràfics amb el doble de polígons que els models originals. Igual que Opposing Force per PC i Decay per PS2', la versió Dreamcast havia de tenir una expansió exclusiva, Blue Shift. Tot i així, malgrat que només faltaven setmanes per la versió definitiva, mai no es va publicar. Sierra va anunciar que Half-Life per Dreamcast s'havia cancel·lat. Tot i que mai no va ser publicada oficialment, la versió de Dreamcast va ser publicada a través d'Internet. Aquell any Sierra On-Line va mostrar una versió per PlayStation 2 a l'Exposició d'Entreteniment Electrònic de 2001 que va ser publicada el mateix any. Gairebé al mateix temps, Half-Life: Blue Shift, que havia de ser l'expansió exclusiva de Dreamcast, va ser publicada per a PC com la segona expansió de Half-Life.
El 2 de gener de 2013, Valve va publicar oficialment una versió per a Linux, disponible a Steam. El 25 de gener de 2013, es va publicar una versió del joc per a OS X a Steam, tot i que mai no es va anunciar oficialment ni s'ha mencionat mai a la botiga de jocs de Steam.

## Expansions i seqüeles

### Expansions
Articles principals: Half-Life: Opposing Force, Half-Life: Blue Shift i Half-Life: Decay
Es van publicar dues expansions de Gearbox Software per la versió de PC: Half-Life: Opposing Force(1999) i Half-Life: Blue Shift(2001). El primer, sovint abreviat OpFor i OP4, retorna el jugador a Black Mesa durant els fets de la història de Half-Life, però aquesta vegada des de la perspectiva d'un dels soldats del Hazardous Environment Combat Unit enviat per silenciar l'incident. Introdueix moltes armes noves (notablement la M249 SAW LMG i el Barnacle com a arma) nous personatges no-jugadors, tant amics com hostils (Otis, el guàrdia de seguretat i la «Raça X» respectivament) i noves àrees, no vistes anteriorment de les instal·lacions. L'expansió és més curta que el Half-Life, amb onze capítols mentrestant l'original en tenia dinou.
Blue Shift retorna el jugador a Black Mesa en el mateix moment que Half-Life una vegada més, aquesta vegada com un guàrdia de seguretat de les instal·lacions. Aquesta expansió es va crear originalment com una missió extra a la versió cancel·lada de Dreamcast. Blue Shift venia amb el High Definition Pack, que donava al jugador l'opció d'actualitzar la imatge de Half-Life, Opposing Force i el nou contingut de Blue Shift. Blue Shift tenia poc contingut nou comparat amb Opposing Force: a part d'alguns models (científics i guàrdies de seguretat, Otis i el Dr. Rosenberg), tot el contingut ja estava present al Half-Life original.
Half-Life: Decay va ser una altra expansió de Gearbox, realitzada només com un extra amb la versió de PlayStation 2 de Half-Life. L'expansió tenia una jugabilitat cooperativa en la qual dos jugadors havien de resoldre puzles o combatre junts els perills de l'univers de Half-Life.
L'any 2000 es va llançar un pack anomenat Half-Life: Platinum Pack 'incloïa (amb els seus respectius manuals):
- Half-Life
- Counter-Strike
- Team Fortress Classic
- Half-Life: Opposing Force

L'any 2002, el pack es va tornar a llançar amb els noms de Half-Life Platinum Collection i Half-Life Generation. Aquest nou pack també incloïa l'expansió Half-Life: Blue Shift.
El 2005, es va publicar Half-Life 1:Anthology, amb les versions Steam dels jocs especificats en un sol CD:
- Half-Life
- Half-Life: Opposing Force
- Half-Life: Blue Shift
- Team Fortress Classic

### Seqüeles
Articles principals: Half-Life 2, Half-Life 2: Episode One i Half-Life 2: Episode Two.
La seqüela, Half-Life 2, era només un rumor fins que es va revelar finalment a l'E3, el maig de 2003, el qual va començar una campanya de propaganda del joc. El jugador torna a controlar a Gordon Freeman, aquesta vegada molts anys després de l'incident de Black Mesa a «Ciutat 17», situada a l'Europa de l'Est on hem de lluitar com un membre de la rebel·lió contra un règim alienígena. Després d'una sèrie de controvèrsies i retards, Half-Life 2 va ser llançat el 16 de novembre de 2004.
L'1 de juny de 2006 Half-Life 2: Episode One va ser llançat. És part d'un dels tres episodis de la trilogia, de la qual el segon episodi va ser llançat el 10 d'octubre de 2007, com a part de l'Orange Box.

### Remakes
Més tard, Valve va passar Half-Life (va passar a dir-se Half-Life: Source) i Counter-Strike al seu nou motor Source. A Half-Life: Source hi manca el nou contingut del High Definition Pack de Blue Shift.Tot i així millora els shaders i dona uns efectes d'aigua més realistes, a més de les característiques realistes del motor de Half-Life 2. Aquesta versió de Half-Life conté molts dels punts forts del motor Source a més d'un control més fluid. També es van afegir moltes altres característiques de Half-Life 2 com lightmaps dinàmics millorats, mapes de vèrtexs, ragdolls (procés d'animació de les morts de personatges), un sistema de mapa d'ombres amb una resolució més alta i més clara, mapes de textura especular i mapes normals, així com ombres suaus renderitzades per a textures que podem trobar al motor Source de Half-Life 2 i mapes skybox 3D en lloc dels cels creats a partir d'antics mapes de bits prerrenderitzats de 16 bits en color. El remake de Half-Life gaudeix de molts dels punts forts gràfics del motor Source i també controla punts febles que s'havien apuntat. Algunes actualitzacions posteriors van afegir opcions de camp de visió, suport per OS X i Linux, un pack de textures en alta definició opcional, entre altres millores. Half-Life: Source està disponible amb edicions especials de Half-Life 2 o a través de Steam.
Half-Life: Source ha estat criticat per no utilitzar totalment moltes de les característiques del motor Source trobades a Half-Life 2, ja que encara utilitza les textures i els models del joc original. A causa d'això, es va publicar un mod remake third-party anomenat Black Mesa, desenvolupat per un equip de fans de Half-Life al llarg dels últims anys (encara que avui dia està disponible com a early access mentre s'acaben els últims capítols del joc).

### Mods Third-party
Des de la seva publicació el 1998, va tenir molt suport des d'empreses desenvolupadores de jocs independents, degut al suport i l'encoratjament des de Valve Software. Worldcraft, el dissenyador de nivells utilitzat durant el desenvolupament del joc, va ser inclòs en el software del joc. Valve també va realitzar un Software Development kit, permetent als jugadors de modificar el joc i crear mods. Les dues eines van ser considerablement actualitzades amb el llançament del pedaç de la versió 1.1.0.0. Moltes eines de suport (incloent editors de textures, editors de models i editors de nivells rivals com QuArK) van ser creats o actualitzats per treballar amb Half-Life.
Es va publicar un SDK per Half-Life i va ser utilitzat per crear molts mods multijugador com Counter-Strike. O altres mods multijugador incloent Team Fortress Classic (TFC), Day of Defeat, Deathmatch Classic (DMC), Action Half-Life, Firearms, Science and Industry, The Specialists i Natural Selection. TFC i DMC es van desenvolupar sota control de Valve Software. Counter-Strike i Day Of Defeat van començar com una creació de desenvolupadors independents, després van rebre ajuda de Valve. Fins i tot hi havia un mod creat per un desenvolupador independent anomenat Underworld Bloodline creat per promocionar la pel·lícula de Sony Pictures Underworld.
També es van crear molts mods per un jugador, com ara USS Darkstar(1999, una aventura d'acció futurística que explicava la història d'una investigació zoològica a bord d'una nau espacial), The Xeno Project 1i 2(1999-2005, un mod de dues parts iniciat a Xen que torna a incloure naus espacials), Edge of Darkness(2000, en el qual apareixen molts models de Half-Life que no es van utilitzar), Half-Life: Absolute Redemption(2000, en el qual torna a aparèixer Gordon Freeman en quatre missions addicionals i una altra trobada amb G-Man), They Hunger(2000-2001, una trilogia de mods survival horror involucrant zombies) i Poke646(2001, una continuació de la història del Half-Life original amb millors gràfics).
Algunes modificacions de Half-Life finalment han arribat a vendre's directament. Counter-Strike va ser el que va tenir més èxit, s'ha convertit inesperadament en el joc online més venut fins avui i ha estat publicat en cinc edicions diferents: com a producte individual (2000) com a part del Platinum Pack (2000), versió Xbox (2003), Counter-Strike: Condition Zero(2004) i el nou Counter-Strke: Source en el qual funciona amb el motor Source de Half-Life 2. Team Fortress Classic, Day Of Defeat i Gunman Chronicles(2000, un mod futurista amb l'estil d'una pel·lícula de l'oest amb èmfasi en el seu mode per un jugador) també van ser publicats com a producte individual.

## Rebuda i llegat
La rebuda del públic de Half-Life va ser aclaparadorament positiva en termes de reviews, elogis i vendes.  Half-Life va ser aclamat per les crítiques, guanyant una puntuació d'un 96% en la col·lecció de reviews del web Metacritic. Imagine Games Network (IGN) el va descriure com «el joc d'acció en primera persona per un jugador definitiu». IGN també s'hi va referir com un dels videojocs més influents. Segons Gamespot era » el més proper a revolucionar el gènere que mai s'hagués vist». Gamespot va posar Half-Life en la seva llista de «Millor joc de Tots els Temps» el maig de 2007. El 2004, Gamespy va celebrar una Lluita de Títols, en la qual els lectors votaven quin creien que era «el millor joc de tots els temps», i Half-Life va ser el guanyador absolut de l'enquesta. El 2001 i el 2005, PC Gamer va publicar una llista «TOP 50 dels millors jocs de tots els temps», i Half-Life va ser el número u els dos anys. La popularitat de la saga Half-Life va donar lloc a diferents productes i col·leccionables. Valve va oferir productes relacionats amb Half-Life, com un vortigaunt de peluix, un headcrab de peluix, pòsters, roba i alfombretes pel ratolí.
Molts crítics van dir que la capacitat que té el joc d'immergir el jugador era revolucionària. Allgame va dir «no es veu cada dia un joc que revoluciona tot un gènere, però Half-Life ha fet exactament això». Hot Games va comentar el realisme del joc i com a l'escenari «tot se suma per crear una experiència de joc totalment immersiva que fa que qualsevol altra cosa es vegi mal feta en comparació"
Tot i els elogis que ha rebut el joc, també ha tingut algunes crítiques negatives. The Electric Playground va dir que Half-Life era «una experiència d'entreteniment immersiva i captivadora», però va dir que això només es mantenia durant la primera part del joc, explicant que «arribava al punt culminant massa aviat».
El 2008, els Guinness World Records li van atorgar el rècord mundial al Videojoc d'Acció en Primera Persona més ben Venut de Tots els Temps (PC) al Guinness World Records: Gamers Edition.

## Banda sonora
La banda sonora de Half-Life va ser composta per Kelly Bailey.

| - 1. «Adrenaline Horror» - 02:09 - 2. «Vague Voices» (Black Mesa Inbound) - 02:11 - 3. «Klaxon Beat» - 01:00 - 4. «Space Ocean» (Echoes of a Resonance Cascade) - 01:36 - 5. «Cavern Ambiance» (Zero Point Energy Field) - 01:39 - 6. «Apprehensive Short» - 00:23 - 7. «Bass String Short» - 00:08 - 8. «Hurricane Strings» (Neutrino Trap) - 01:33 - 9. «Diabolical Adrenaline Guitar» (Lambda Core) - 01:44 - 10. «Valve Theme [Long Version]» (Hazardous Environments) - 01:22 - 11. «Nepal Monastery» - 02:08 - 12. «Alien Shock» (Biozeminade Fragment) - 00:36 - 13. «Sirens in the Distance» (Triple Entanglement) - 01:12 - 14. «Nuclear Mission Jam» (Something Secret Steers Us) - 02:00 | - 15. «Scared Confusion Short» - 00:16 - 16. «Drums and Riffs» (Tau-9) - 02:03 - 17. «Hard Technology Rock» - 01:40 - 18. «Steam in the Pipes» (Negative Pressure) - 01:55 - 19. «Electric Guitar Ambiance» (Escape Array) - 01:24 - 20. «Dimensionless Deepness» (Dirac Shore) - 01:24 - 21. «Military Precision» - 01:20 - 22. «Jungle Drums» - 01:49 - 23. «Traveling Through Limbo» (Singularity) - 01:17 - 24. «Credits / Closing Theme» (Tracking Device) - 01:39 - 25. «Threatening Short» (Xen Relay) - 00:37 - 26. «Dark Piano Short» - 00:17 - 27. «Sharp Fear Short» - 00:06 |

(Nota: Moltes cançons van rebre un nou títol i es van afegir a la banda sonora de Half-Life 2, són els títols entre parèntesis. De les cançons 2, 12, 13 i 24 se'n va fer un remix per la seqüela).

## Anècdotes
- Sembla que hi ha una referència a Els Simpson, ja que el sector on es produeix l'accident és el sector 7G, sector on treballa Homer Simpson a la central nuclear. El nom del sector es pot veure a les portes.

- També hi ha una referència a Resident Evil, ja que una taquilla científica porta el nom de Leon Kennedy.

- El director Quentin Tarantino (que seria un fan de Half-Life), podria dirigir una adaptació al cine. Valve nega qualsevol contacte amb Quentin Tarantino. Valve continuava amb el tema, «Hem tingut moltes converses amb gent de Hollywood, però no ens hem compromès fer una pel·lícula de HL de moment».[Quan?] Valve va rebre monts guions per a un film, però no els han acceptat.

- La saga Half-Life s'ha inspirat en diverses adaptacions de La guerra dels mons de H.G. Wells; els Vortigaunts són gairebé idèntics als aliens Mor-Tax d'aquesta sèrie de televisió. A més a més, els Combine Striders que apareixen per primera vegada a Half-Life 2 són molt semblants als Tripods a La guerra dels mons.